# 利布龙河畔布让
利布龙河畔布让（法語：Boujan-sur-Libron，法語發音：[buʒɑ̃ syʁ libʁɔ̃]）是法国埃罗省的一个市镇，位于该省南部，贝济耶市区东北，属于贝济耶区。

## 地理
利布龙河畔布让（43°22'21"N, 3°14'56"E）面积7.02 平方千米，位于法国奧克西塔尼大區埃罗省，该省份为法国南部沿海省份，南濒地中海，西南接奥德省，西北接塔恩省和阿韦龙省，东北与加尔省接壤。
与利布龙河畔布让接壤的市镇（或旧市镇、城区）包括：巴桑、貝濟耶、塞尔维扬。

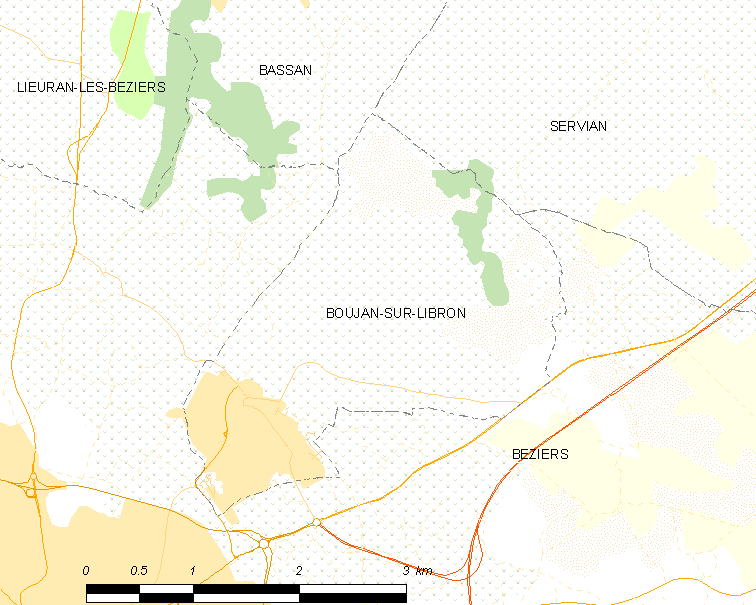
利布龙河畔布让的OSM定位图

利布龙河畔布让的时区为UTC+01:00、UTC+02:00（夏令时）。

## 行政
利布龙河畔布让的邮政编码为34760，INSEE市镇编码为34037。

## 政治
利布龙河畔布让所属的省级选区为贝济耶第三县。

## 人口

1962-2008年间利布龙河畔布让人口变化图示

利布龙河畔布让于2022年1月1日时的人口数量为3536人。